# Nasteh Dahir
Nasteh Dahir, född 1972 eller 1973, död 7 juni 2008, var en somalisk journalist och vicepresident i den nationella föreningen för journalister i Somalia. Han mördades i Kismayo, Somalia, 2008.
Dahir, som beskrivits som en av de ledande journalisterna i Somalia, arbetade som korrespondent för British Broadcasting Corporation och Associated Press news agency. Han mottog dödshot innan han slutligen blev skjuten och senare dog på ett sjukhus i Kismayo.